# Alberto Chmielowski
Alberto Chmielowski, C.F.A.P.U. fue un religioso polaco, fundador de los Hermanos y las Hermanas de la Tercera Orden de San Francisco, Servidores de los Pobres. Es llamado el "hermano de nuestro Dios".

## Biografía
Nació Adán Hilario Bernardo Chmielowski el 20 de agosto de 1845 en el pueblo de Igolomia, cerca de Cracovia, en la Polonia del Congreso, parte del Imperio ruso. Fue el hijo menor de los cuatro hijos de los nobles, Adalberto Chmielowski y Josefina Borzysławska. Cuando tenía 2 años, él con sus dos hermanos y hermana perdieron sus padres. Recibidos por parientes, crecieron en un hogar de amor y de piedad.
A los 18 años, cuando era estudiante de un instituto de agricultura y recursos forestales, participó en la insurrección de 1863-1864 contra la "rusificación" de Polonia. Fue gravemente herido en una pierna, la cual le fue amputada. Por consiguiente de estos acontecimientos, Chmielewski partió a la Bélgica, a fin de escapar de las represalias. Ahí hizo estudios de ingeniería, así como de pintura, abandonando sus estudios de agricultura. Después hizo estudios en París y Múnich.
Regresó a Polonia en 1873 después de una amnistía y, frente a la miseria de que veía y tenía frente a sus ojos, renunció a su carrera de pintura, muy prometedora, para ocuparse activamente de los pobres, de los enfermos abandonados y de los vagabundos. Su director espiritual fue san Rafael Kalinowski.
El 24 de septiembre de 1880, Chmielewski entró al noviciado de los Jesuitas en Stara Wies. Pero pronto salió, después de un periodo de duda. Empezó entonces a vivir en un albergue público juntos con los desamparados del municipio, los cuales sirvió ahí. Fue recibido en la Tercera Orden de San Francisco el 25 de agosto de 1887, tomando el nombre religioso Hermano Alberto, y llevaba puesto el hábito de la Orden.
El siguiente año Chmielewski tomó votos religiosos y fundó un primer hospicio para albergar a los mendicantes de Varsovia e instituyó la congregación de los Hermanos de la Tercera Orden Regular de San Francisco, Servidores de los Pobres, llamados los "Albertinos". En 1891 fundó otra congregación para mujeres.
Al final de su vida, había 21 instituciones similares. Actualmente, existen 69 fundaciones de Albertinos, 53 en Polonia y 16 fuera del país de origen: en Reino Unido, Argentina, Bolivia, Rusia, Eslovaquia, Ucrania, Italia y Estados Unidos.
Habiendo asistido y vivido como los pobres, Chmielowski murió en Cracovia, en uno de sus hospicios que había fundado, el día de Navidad de 1916.

## Beatificación y Canonización
- Chmielowski fue beatificado el 22 de junio de 1983 en Cracovia por el papa Juan Pablo II
- Canonizado el 12 de noviembre de 1989 en Roma por el papa Juan Pablo II
- Su memoria  litúrgica se ha fijado el 25 de diciembre.

## Citas
- « Para salvar a los miserables, no hace falta abrumarlos con protestas, ni decirles acerca de moral estando bien comidos y vestidos: hace falta sobajarse y descender más que ellos, hacerse más miserable ».

- «Hay cosas que la sociedad no tiene el derecho de negarle a sus miembros, declara: el derecho al trabajo que les asegure una alojamiento y el pan diario. Si la sociedad falta a este deber de justicia, debe de suplirla con la caridad »

## Galería

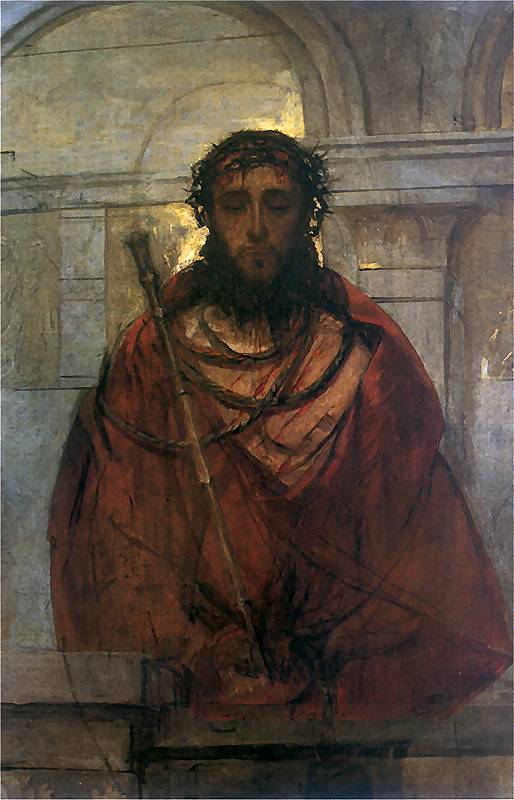
Ecce Homo por Adán Chmielowski (1881)
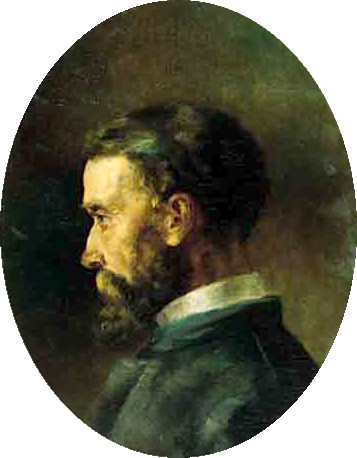
Retrato de Chmielowski por Aleksander Gierymski
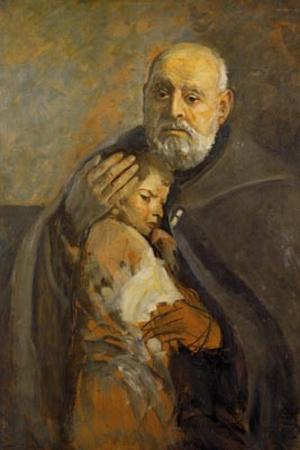
Hermano Alberto por Leon Wyczółkowski (1934)